# سفارت آلمان در اتاوا
سفارت آلمان در اتاوا (به انگلیسی: Embassy of Germany) یک منطقهٔ مسکونی و نمایندگی سیاسی این کشور در کانادا است که در اتاوا واقع شده‌است.